# Lela Rochon
Lela Rochon Staples (Los Angeles, 17 aprile 1964) è un'attrice e produttrice televisiva statunitense.

## Biografia
Lela Rochon è nata a Los Angeles, in California, figlia di un disegnatore grafico e di un'infermiera, ambedue di origini  haitiane. Diplomatasi alla scuola superiore di Cerritos in California, conseguì la laurea in giornalismo alla California State University.
È stata sposata con il coreografo Adolfo Quiñones dal 1984 al 1987, conosciuto sul set del film Breakin'. Il 9 aprile 1999 si è risposata con il regista Antoine Fuqua da cui ha avuto due figli: Asia Rochon Fuqua, nata nel 2002, e Brando, nato nel 2004.

## Carriera
Dal 1984 al 1986 è stata testimonial per gli spot televisivi della birra americana Budweiser. Il suo primo ruolo è stato nel film TV A Bunny's Tale nel 1985.

## Filmografia

### Attrice

#### Cinema
- Fox Trap, (1986)
- Harlem Nights, regia di Eddie Murphy (1989)
- Il principe delle donne (Boomerang), regia di Reginald Hudlin (1992)
- Donne - Waiting to Exhale (Waiting to Exhale), regia di Forest Whitaker (1995)
- L'ultimo appello (The Chamber), regia di James Foley (1996)
- Istinti criminali - Gang Related (Gang Related), regia di Jim Kouf (1997)
- Hong Kong colpo su colpo (Knock Off), regia di Tsui Hark (1998)
- Il grande colpo (The Big Hit), regia di Kirk Wong (1998)
- Ogni maledetta domenica - Any Given Sunday (Any Given Sunday), regia di Oliver Stone (1999)
- Una teenager alla Casa Bianca (First Daughter), regia di Forest Whitaker (2004)
- Brooklyn's Finest, regia di Antoine Fuqua (2009)
- Blood Done Sign My Name, regia di Jeb Stuart (2010)

#### Televisione
- A Bunny's Tale, (1985)
- The Wayans Bros. (1995)
- The Division - serie TV, 22 episodi (2001)
- Detective Extralarge, episodio Black and White, 1992, regia di Enzo G. Castellari.

### Produttrice
- The Charlotte Austin Story, (TV), (1999)

## Doppiatrici italiane
Nelle versioni in italiano delle opere in cui ha recitato, Lela Rochon è stata doppiata da:
- Claudia Razzi in Hong Kong colpo su colpo, Ogni maledetta domenica - Any Given Sunday
- Beatrice Margiotti in Harlem Nights
- Francesca Guadagno in Donne - Waiting to Exhale
- Laura Lenghi in Istinti Criminali - Gang Related
- Tiziana Avarista ne Il grande colpo
- Daniela Debolini in The Division
- Laura Romano in Una teenager alla Casa Bianca

## Curiosità
- Nel 1996 la rivista People ha inserito Lela Rochon tra le "50 persone più belle al mondo"[1].

- Nel 1991 è apparsa in un cameo nel terzo episodio della seconda stagione del telefilm Willy il principe di Bel Air.
- Nel 1986 è apparsa nel diciannovesimo episodio, Addio al celibato (The Shower in lingua originale) della terza stagione de I Robinson.